# Gianni Bonichon
Gianni Bonichon (Nus, 13 de octubre de 1944-Aosta, 3 de enero de 2010) fue un deportista italiano que compitió en bobsleigh. Participó en los Juegos Olímpicos de Sapporo 1972, obteniendo una medalla de plata en la prueba cuádruple.

## Palmarés internacional
| Juegos Olímpicos | Juegos Olímpicos | Juegos Olímpicos | Juegos Olímpicos |
| Año              | Lugar            | Medalla          | Prueba           |
| ---------------- | ---------------- | ---------------- | ---------------- |
| 1972             | Sapporo (Japón)  | Medalla de plata | Cuádruple        |